# 氣旋弗雷迪
特強熱帶氣旋弗雷迪（英語：Very Intense Tropical Cyclone Freddy）是2022－2023年西南印度洋熱帶氣旋季的第6場風暴、第4場熱帶氣旋，也是該年第2個達到特強熱帶氣旋等級的系統。
弗雷迪起初生成在澳洲海域，在獲得澳大利亞國家氣象局的命名後不久便爆發增強至三級強烈熱帶氣旋，之後受到垂直風切的影響而數度減弱和增強，在風切徹底減弱之後便增強到生命史中的最高強度（120節，每小時220公里），之後因為眼牆置換而再度減弱，並對馬達加斯加構成極大威脅。
在離開馬達加斯加後，弗雷迪進入到莫三比克海峽，在經過重新整合與增強後便登陸莫三比克，之後便在該國與其鄰國造成大規模降雨，數日後便再次進入莫三比克海峽再度發展成中度熱帶風暴，緩慢移動至馬達加斯加近海後再次增強至熱帶氣旋，然後再次於莫三比克登陸，並造成嚴重災情。
弗雷迪亦創下了歷史上氣旋能量指數最高的記錄，打破了2006年颱風/颶風伊歐凱，同時也成為了史上活躍最長時間的熱帶氣旋。

## 氣象歷史

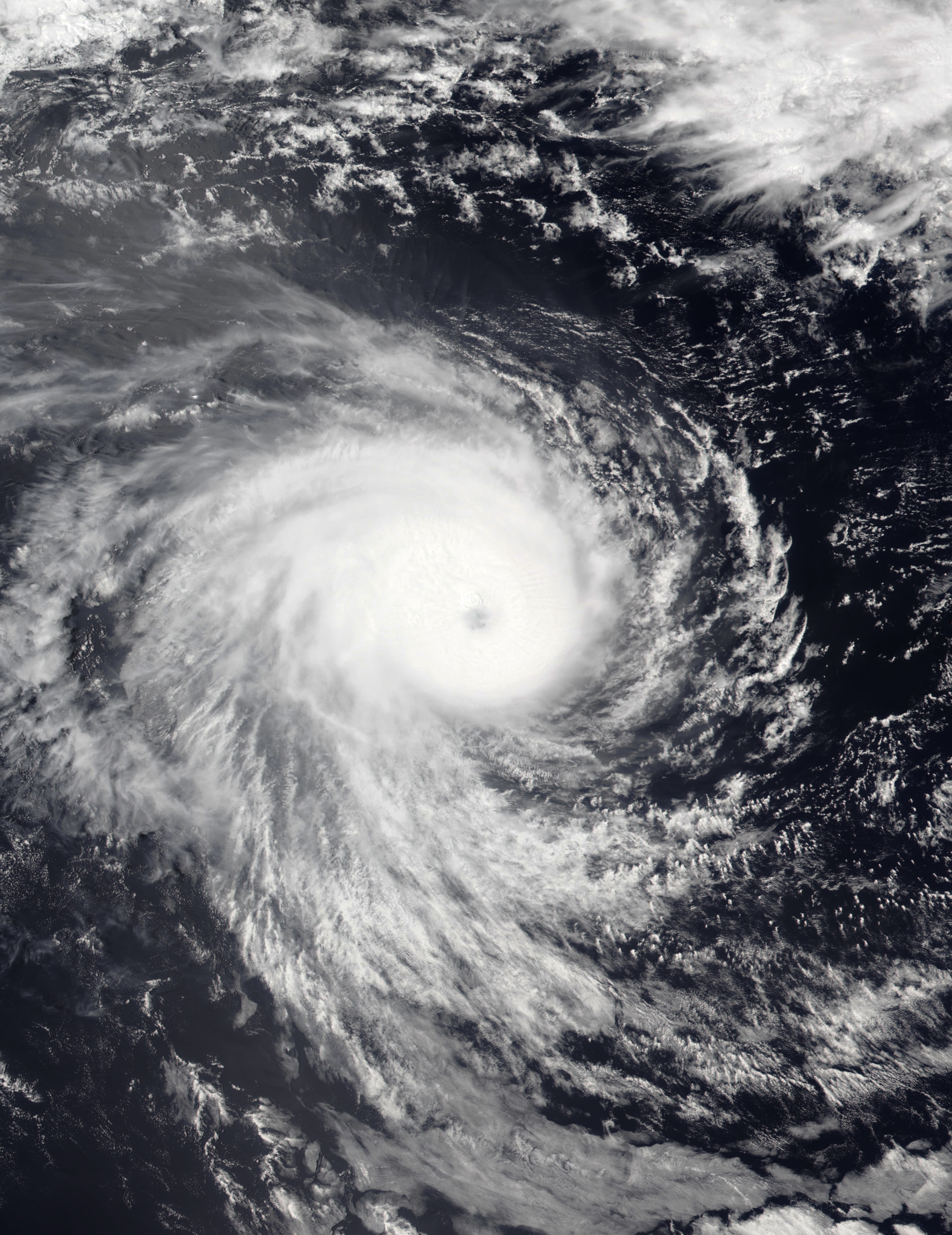
2月12日，氣旋弗雷迪在澳洲地區達到的其中一次強度巔峰

2月3日，一個低壓在爪哇島東南方形成，美國海軍研究實驗室給予擾動編號97S。晚間8時，澳大利亞國家氣象局將其升格為熱帶性低氣壓，給予編號13U。
2月6日下午3時，聯合颱風警報中心將其升格為熱帶風暴，給予熱帶氣旋編號11S。晚間9時，澳大利亞國家氣象局將其升格為一級熱帶氣旋，並命名為弗雷迪（Freddy）。
2月7日上午9時，聯合颱風警報中心將其升格為一級熱帶氣旋。中午12時，澳大利亞國家氣象局將其升格為二級熱帶氣旋。下午2時，澳大利亞國家氣象局將其升格為三級強烈熱帶氣旋。晚間8時，聯合颱風警報中心將其升格為二級熱帶氣旋。
2月9日凌晨3時，聯合颱風警報中心將其降格為一級熱帶氣旋。下午2時，澳大利亞國家氣象局將其降格為二級熱帶氣旋。晚間9時，聯合颱風警報中心將其降格為熱帶風暴。
2月10日下午3時，聯合颱風警報中心再度將其升格為一級熱帶氣旋。
2月11日上午8時，澳大利亞國家氣象局再度將其升格為三級強烈熱帶氣旋。上午9時，聯合颱風警報中心再度將其升格為二級熱帶氣旋。晚間8時，澳大利亞國家氣象局將其升格為四級強烈熱帶氣旋。晚間9時，聯合颱風警報中心將其升格為三級熱帶氣旋。
2月12日凌晨3時，聯合颱風警報中心將其升格為四級熱帶氣旋。下午3時，聯合颱風警報中心將其降格為三級熱帶氣旋。
2月13日凌晨2時，澳大利亞國家氣象局將其降格為三級強烈熱帶氣旋。晚間8時，澳大利亞國家氣象局再度將其升格為四級強烈熱帶氣旋。晚間9時，聯合颱風警報中心將其降格為二級熱帶氣旋。
2月14日凌晨2時，澳大利亞國家氣象局再度將其降格為三級強烈熱帶氣旋。晚間8時，系統離開澳大利亞國家氣象局責任範圍，因此改由留尼旺氣象部接續發報，評定之風速為85節(每小時155公里)，強度則是熱帶氣旋。
2月15日凌晨2時，留尼旺氣象部將其升格為強烈熱帶氣旋。凌晨3時，聯合颱風警報中心將其升格為三級熱帶氣旋。上午9時，聯合颱風警報中心將其升格為四級熱帶氣旋。
2月16日晚間9時，聯合颱風警報中心將其升格為五級熱帶氣旋。晚間10時，聯合颱風警報中心將其降格為四級熱帶氣旋。
2月18日下午2時，聯合颱風警報中心將其降格為三級熱帶氣旋。
2月19日凌晨3時，聯合颱風警報中心再度將其升格為四級熱帶氣旋。上午8時，留尼旺氣象部將其升格為特強熱帶氣旋。下午2時，聯合颱風警報中心再度將其升格為五級熱帶氣旋。晚間9時，聯合颱風警報中心再度將其降格為四級熱帶氣旋。
2月20日凌晨2時，留尼旺氣象部將其降格強烈熱帶氣旋。
2月21日上午9時，聯合颱風警報中心再度將其降格為三級熱帶氣旋。下午2時，留尼旺氣象部將其降格熱帶氣旋。晚間8時30分，留尼旺氣象部表示弗雷迪於馬達加斯加馬南扎里沿岸登陸。
2月22日凌晨2時，留尼旺氣象部判定其已轉變為一陸上低壓。凌晨3時，聯合颱風警報中心將其降格為二級熱帶氣旋。上午9時，聯合颱風警報中心將其降格為一級熱帶氣旋。下午3時，聯合颱風警報中心將其降格為熱帶風暴。
2月23日下午2時，留尼旺氣象部再度將其升格中度熱帶風暴。晚間8時，留尼旺氣象部再度將其升格強烈熱帶風暴。
2月24日上午9時，聯合颱風警報中心再度將其升格為一級熱帶氣旋。下午3時，聯合颱風警報中心再度將其降格為熱帶風暴。晚間7時，留尼旺氣象部表示弗雷迪伊尼揚巴內省維蘭庫洛沿岸登陸。晚間9時，留尼旺氣象部將其降格中度熱帶風暴。
2月25日凌晨2時，留尼旺氣象部再度判定其已轉變為一陸上低壓。
3月2日晚間8時，留尼旺氣象部表示弗雷迪殘餘雲系發展熱帶擾動。
3月4日上午8時，留尼旺氣象部再次將其升格為熱帶性低氣壓。下午2時，留尼旺氣象部再次將其升格為中度熱帶風暴。
3月6日凌晨2時，留尼旺氣象部再次將其升格強烈熱帶風暴。
3月7日晚間8時，留尼旺氣象部再次將其升格熱帶氣旋。同時，聯合颱風警報中心再次將其升格為二級熱帶氣旋。
3月8日上午9時，聯合颱風警報中心再次將其升格為三級熱帶氣旋。晚間9時，聯合颱風警報中心再次將其降格為二級熱帶氣旋。
3月9日凌晨2時，留尼旺氣象部再次將其降格強烈熱帶風暴。凌晨3時，聯合颱風警報中心再次將其降格為一級熱帶氣旋。上午9時，聯合颱風警報中心再次將其降格為熱帶風暴。
3月10日凌晨2時，留尼旺氣象部四度將其升格熱帶氣旋。凌晨3時，聯合颱風警報中心四度將其升格為一級熱帶氣旋。
3月11日上午9時，聯合颱風警報中心四度將其升格為二級熱帶氣旋。晚間9時15分，留尼旺氣象部表示弗雷迪於莫三比克贊比西亞省克利馬內沿岸登陸。
3月12日凌晨3時，聯合颱風警報中心四度將其降格為一級熱帶氣旋。下午2時，留尼旺氣象部四度將其降格強烈熱帶風暴。下午3時，聯合颱風警報中心四度將其降格為熱帶風暴。晚間8時，留尼旺氣象部四度將其降格中度熱帶風暴。
3月13日凌晨2時，留尼旺氣象部再次判定其已轉變為一陸上低壓。

## 影響
總的來說，弗雷迪帶來了異常大的降雨，主要是在莫桑比克和馬拉維。大風也襲擊了一些地區，基礎設施因洪水氾濫而遭受重創。弗雷迪在莫桑比克和馬拉維上空拖延，使降雨變得更加嚴重。

### 模里西斯
據MMS稱，颶風在距該島200公里（120英里）的範圍內經過，就在大灣以北。模里西斯北部海岸出現強風和巨浪。路易港的風速達到了104公里/小時（65英里/小時），而信號山的陣風峰值達到了 154公里/小時（96英里/小時）。洪水和強風也影響了該國。
當地時間2月20日凌晨4點左右，懸掛台灣國旗的拖網漁船LV Lien Sheng Fa與船員16人在毛里求斯領海外失去聯繫。船員包括一名台灣船長和15名印度尼西亞漁民。 23日，台灣漁業署就失蹤船隻發出警報。MV Star Venture發現該船於 25日在毛里求斯東北部約400公里（250英里）的國家專屬經濟區傾覆。飛機Dornier和 CGA Baracuda船後來的出擊未能找到任何倖存者。模里西斯部署了一支潛水隊來確認這艘船的身份。該船的救生艇被確認已經部署；但是，截至3月3日尚未找到。弗雷迪總共在該國造成1死17失蹤。

### 留尼旺
弗雷迪於2月20日至21日影響了留尼汪島，其影響相對有限。颶風最嚴重時，近25,000名住戶斷電；除了 500人之外，其他人都在一天之內恢復了服務。在聖保羅，20噸芒果被銷毀。Salazie的 RD48 高速公路因山體滑坡而關閉。由Orange SA維護的11個移動站點在 Tampon、Saint-Louis 和 Saint-Paul 被關閉。23日，風暴背面的焚風導致留尼旺西南海岸的氣溫達到 31 至 36 °C（88至97°F）。

### 馬達加斯加

氣旋弗雷迪於 2 月 21 日在馬達加斯加登陸。

由於 弗雷迪的風弱於預報，而且提前做好了準備，造成的損失低於預期。弗雷迪在馬達加斯加馬南扎里沿岸登陸，一年前它仍在從氣旋巴茲萊中恢復。總共有超過14,000所房屋受到影響，其中5,500所被毀，3,079所被淹，至少9,696所受損。至少有 24,358 人流離失所，僅馬南扎里就有 12,000多人。
弗雷迪還使79所學校無屋頂，損壞了37所，並摧毀了6所。風暴的影響導致超過11,000人逃離家園。弗雷迪的影響區包括 13-15 個城市。根據UNOSAT，大約16平方公里（6.2 平方英里）的土地被洪水淹沒。總體而言，颶風造成17人死亡 ，3失蹤，299,000人受到影響。

### 莫三比克
弗雷迪總共在該國造成176人死亡和280受傷以及510,000人受影響。

#### 首次登陸
氣旋弗雷迪首次登陸莫桑比克伊尼揚巴內省維蘭庫洛以南登陸，造成大雨、強風和波濤洶湧的海面。根據報導，一些損壞主要是由於倒下的樹木和屋頂造成的。公共基礎設施和服務也遭到廣泛破壞，包括60個衛生單位和1,012 所學校。在第一次登陸期間，該國至少有十人死亡。超過 166,600人受到影響。該國南部的大部分地區降雨量總計200毫米至500毫米（7.87 英寸至 19.68 英寸）。數以千計的房屋受損，約有 28,300 所房屋被毀。橫跨許多地方的 1,265 公里（786.03 英里）道路遭到破壞。超過 92,000 公頃的農作物受到影響，超過 18,700 公頃的農作物在 400,000 人糧食不安全的地區損失。這場風暴在霍亂爆發期間襲來，引發了人們對風暴惡化其影響的擔憂。

#### 第二登陸

3月11日，氣旋弗雷迪在莫桑比克海岸附近。

弗雷迪於3月11日在莫三比克贊比西亞省克利馬內沿岸登陸，帶來了暴雨、風暴潮和比上次登陸時強得多的風。尚比西河和巴拉那河流域在登陸前報告的水位高於平均水平。作為對旋風的預防措施，電力公司已經完全關閉了電力。當地人報告說，在克利馬內看到屋頂被掀起的房屋、破碎的窗戶和被洪水淹沒的街道。持續的風175公里/小時（110英里/小時），陣風高達 該市記錄了 215公里/小時（130英里/小時）。由於弗雷迪帶來的惡劣天氣，所有航班都被暫停。
通信和電力供應在風暴早期就被切斷，阻礙了損失評估。電力公司 Electricidade de Moçambique 表示，到3月11日下午，大部分地區已恢復供電。該國聯合國兒童基金會宣傳、傳播和夥伴關係負責人蓋伊·泰勒表示，“有很多破壞”，弗雷迪“可能是一場大規模的災難”。泰勒還指出，農村地區被完全摧毀。在克利馬內，清潔水的獲取實際上被切斷了。
國家電視台報導稱，弗雷迪死後數百人流離失所。馬羅梅烏的 650多所房屋和索法拉省的 3,000多所房屋受到洪水影響。這個國家在短短 4週內就經歷了一年的降雨量。當地人說，甚至在登陸之前，局部洪水就是一個問題。在對24,000平方公里（9,300平方英里）土地的初步衛星評估中，估計有900平方公里（350平方英里）被洪水淹沒。大面積地區降雨量超過 500-1000毫米（19.68-39.37 英寸），局部降雨量較小，為 1000-1500 毫米（39.37-59.05 英寸），超過了颶風伊代的最大累積量4年前。191,562公頃農田被毀，超過 800,000人在弗雷迪之後生活在洪水氾濫的地區。受影響人群的霍亂病例也有所增加。共有8個省份受到颶風的破壞。
克利馬內的舊省立醫院的屋頂被吹掉，給需要幫助的人提供支持變得更加困難。許多人在暴風雨中無家可歸，在學校避難，後者被改造成接待區。大量農田也被淹沒。INGD表示風暴對莫桑比克的影響比預期的更糟。弗雷迪受影響的地區最初被認為是安全的。總體而言，弗雷迪在其第二次登陸時造成至少53人死亡。至少還有96,200人受到影響。估計有 49,000 人流離失所，另有280人受傷。超過 1,900 所房屋受到影響，其中832所被毀。

### 馬拉威
在弗雷迪抵達馬拉維之前，該國正在經歷歷史上最嚴重的霍亂疫情。弗雷迪的影響增加了公眾對情況惡化的擔憂。該國南部地區的降雨量最大。這些地區包括布蘭岱、Phalombe、姆蘭傑、奇夸瓦和恩桑傑。山洪暴發摧毀了許多地區，沖走了家園和人民，並使基礎設施毀於一旦。由於 EGENCO關閉電源以避免進一步損壞發電機器，整個國家都經歷了停電。該國的水力發電廠因碎片而無法運行。就降雨量而言，僅一天就傾倒了一個多月的降雨量。
至少有360人在弗雷迪的侵襲中喪生，另有201人蹤，據報導有774人受傷。據無國界醫生組織稱，布蘭太爾至少有158人死亡，其中至少有40人是兒童。全國至少有 16 萬人流離失所，被迫逃離家園，總計有50萬人受到影響。超過 50,000 所房屋被損壞或摧毀。就降雨量而言，僅一天之內就傾倒了一個多月的降雨量，六天內總計降雨量達六個月。 奇拉祖盧的 Mtauchira小村莊被從Chambe Peak掉落的山體滑坡完全摧毀。截至3月14日，該村至少有7人死亡，40人受傷，另有人數不詳。超過 430 平方公里（166.02平方英里）的普通土地被洪水淹沒，導致許多小農的莊稼和田地在風暴中消失。大約 75,000公頃農田被淹沒。就在農民即將收穫時，風暴來襲，加劇了該國當地的糧食不安全狀況。值得注意的降雨記錄包括 Phalombe 區24小時內創紀錄的 458 毫米（18.03 英寸）。其他幾個地區也在同一時間範圍內報告了 300 毫米（11.81 英寸）。
據報導，在奇洛維，數十座房屋被洪水沖走。南部十個地區的學校被勒令停課至3月15日。據報導，薩利馬和利隆圭也下了大雨。馬拉維總統拉扎勒斯·查克維拉 (Lazarus Chakwera ) 宣布南部地區進入災難狀態。受害者被認為被埋在瓦礫和碎片下。在弗雷迪在該國長期逗留期間，能見度保持在接近零的水平。多條道路和橋樑被切斷，許多地區被切斷。Chiradzulu Mountain山的山體滑坡阻塞了道路，使 Chiradzulu Boma 無法進入。弗雷迪總共在該國造成1000人死亡533失蹤1,332傷。

### 辛巴威
從弗雷迪延伸出來的強降雨在莫桑比克和莫桑比克海峽上空蜿蜒而行，影響了辛巴威東部很長一段時間。2月底，風暴在莫桑比克上空移動，大雨和強風影響了該國。在中馬紹納蘭省，有五所房屋和兩所學校的屋頂被掀掉。2月26日，在Shamva，他們用來避雨的樹倒塌，導致一人死亡。第二個人死於不明原因。在馬斯溫戈省，一所房屋被降雨摧毀，另一所房屋被閃電擊中。 馬尼卡蘭省尤其是 3月12日至14日持續降雨的嚴重影響。觀測到的總降雨量包括尼揚加的102毫米（4.0英寸）和Mukandi的97毫米（3.8英寸）。 Chipinge和Chiredzi地區的作物受到不利影響。

### 其他
南非和史瓦帝尼王國地區的降雨量至少為251毫米（9.9 英寸）。尚比亞也出現強降雨。

## 所創紀錄
弗雷迪生命史共計35天，超越1994年颶風約翰成為持續時間最長的熱帶氣旋。弗雷迪亦創下了歷史上氣旋能量指數最高的記錄，超越了2006年的颱風/颶風伊歐凱。

## 除名
儘管對澳洲地區沒有造成任何影響，但由於其對非洲所帶來的嚴重災情及傷亡，澳洲氣象局已經將「弗雷迪」從其熱帶氣旋名稱名單中除名，新名稱有待公佈。